# كليف ثوربورن
كليفورد تشارلز ديفلين «كليف» ثوربورن (16 يناير 1948) لاعب سنوكر كندي محترف متقاعد فاز ببطولة العالم للسنوكر في عام 1980 ويعتبر أول لاعب يفوز بالبطولة من خارج المملكة المتحدة كما يعتبر اول من حقق ال147 نقطة في مباراة ببطولة العالم للسنوكر و كان ذلك في عام 1983.

## عن حياته
في عام 2015 دخل قاعة المشاهير الرياضية الكندية هو واللاعب الكندي جورج شنير.

## روابط خارجية
- كليف ثوربورن على موقع AZBilliards.com (الإنجليزية)
- كليف ثوربورن على موقع CueTracker.net (الإنجليزية)
- كليف ثوربورن على موقع قاعة كولومبيا البريطانية للمشاهير الرياضية (الإنجليزية)
- كليف ثوربورن على موقع قاعة كندا للمشاهير الرياضية (الإنجليزية)